# Areca vidaliana
Areca vidaliana är en enhjärtbladig växtart som beskrevs av Odoardo Beccari. Areca vidaliana ingår i släktet Areca och familjen Arecaceae. Inga underarter finns listade i Catalogue of Life.